# San Buenaventura (distrito)

O Distrito peruano de San Buenaventura é um dos três distritos que formam a Província de Marañón, situada no Departamento de Huánuco, pertencente a Região Huánuco, na zona central do Peru.

## Transporte
O distrito de San Buenaventura é servido pela seguinte rodovia:
- HU-100, que liga a cidade  de Huacrachuco ao distrito de Huacaybamba [1][2][3]